# قانون اساسی قزاقستان
قانون اساسی قزاقستان عالی‌ترین متن قانونی در کشور قزاقستان است و قوانین و اعمال مغایر با آن در این کشور اعتبار قانونی نمی‌دارند. این قانون در ۲۸ ژانویه ۱۹۹۳ به تصویب رسید.

## تاریخچه
سرزمین قزاقستان در قرن هجدهم تحت سیطره امپراتوری روسیه قرار گرفت. لغو نظام سرواژی در روسیه مهاجرت روس‌ها و اوکراینی‌ها به این سرزمین وسیع و کم جمعیت آغاز شد، حضور اسلاوها و قزاق‌ها و سایر قبایل ترکی در این سرزمین گهگاه بحران‌هایی را منجر شده‌است. با وقوع انقلاب اکتبر در سال ۱۹۱۷، استان خود مختار قره قرقیز در که قزاقستان بخشی از آن بود، به عضویت اتحاد شوروی درآمد. در سال ۱۹۳۶ جمهوری قزاقستان یکی از اعضای اتحاد جماهیر شوروی شد.

## اصول
- قانون اساسی زبان رسمی کشور را قزاقی اعلام کرده و زبان روسی را با نام زبان ارتباطات و محاورات بین‌المللی به رسمیت شناخته‌است (مشابه قانون اساسی تاجیکستان). علاوه بر این توسعه آزادانه سایر زبان‌های مورد استفاده ساکنین کشور را نیز تضمین کرده‌است.[۲]
- به ماهیت غیر دینی و دمکراتیک حکومت در اولین اصل این قانون اشاره شده‌است.[۳]
- به منشأ مردمی قدرت حکومت با عبارت «مردم قزاقستان تنها منشأ اقتدار دولت در این جمهوری هستند. مردم اقتدار دولتی را به‌طور مستقیم اعمال می‌نمایند و هیچ‌کس و هیچ گروهی از آنان و هیچ فرد یا سازمانی نمی‌تواند آن‌ها را از اجرای این امر بازدارد.» اشاره شده‌است.[۴]
- این قانون یکی از نادر قوانینی است که برتری معاهدات بین‌المللی بر قوانین داخلی اعلام کرده‌است.[۵]
- حق مالکیت به رسمیت شناخته شده،[۶] منتها استفاده از آن «نباید به محیط زیست صدمه بزند یا مخالف حقوق افراد دیگر و شخصیتهای حقوقی و دولت باشد».[۷]
- رئیس‌جمهور حق برگرداندن قوانین به مجلس را دارد، اما در صورت تصویب مجدد با رأی دو سوم نمایندگان می‌بایست آن را امضا کند.[۸]
- همه قزاق‌هایی که در کشورهای دیگر دنیا سکونت دارند و همه شهروندان قزاقستان که ناچار به ترک این سرزمین شده‌اند، شهروند قزاقستان محسوب می‌شوند.[۹]
- نظارت بر قانون اساسی بر عهده دادگاه قانون اساسی است.[۱۰]
- «به شهروندان جمهوری حق اعتصاب داده شده‌است».[۱۱]
- تجسس در زندگی خصوصی افراد ممنوع شده[۱۲] و «شواهدی که به‌طور غیرقانونی جمع‌آوری شده‌اند، سندیت قانونی ندارند».[۱۱]
- سن رأی دادن ۱۸ سال است و زندانیان حق شرکت در انتخابات را ندارند و دادگاه‌ها نیز می‌توانند این حق را از فرد مجرم سلب کنند.[۱۳]
- انتخاب به سمت ریاست جمهوری نیاز به ۳۵ تا ۶۵ سال سن، تسلط بر زبان رسمی و سکونت در ده سال پیش از انتخابات در خاک قزاقستان دارد.[۱۴]
- شورای عالی نهاد نمایندگی و صاحبِ صلاحیتِ قانون‌گذاری در این جمهوری است. اعضای شورای عالی برای یک دوره پنج ساله انتخاب می‌شوند.[۱۵]
- عضویت در شورای عالی به ۲۵ سال و عضویت در نهادهای انتخابی محلی به ۲۰ سال سن نیاز دارد.[۱۶]

## مقدمه

نشان خورشید و عقاب در مرکز پرچم قزاقستان

## ساختار
در ابتدای این قانون و پس از مقدمه، ۹ اصل با عنوان «اساس نظام قانونی» آمده‌است. بقیه قانون در چهار بخش و ۱۳۲ ماده تنظیم شده‌است؛
- بخش اول: حقوق شهروندان، آزادی‌ها و تکالیف آنان
- بخش دوم: جامعه و مبانی نظام آن
- بخش سوم: دولت سازمان‌ها و نهادهای آن
- بخش چهارم: ضمانت‌های نظارت بر قانون اساسی